# St. Patrick’s Cathedral (Dublin)

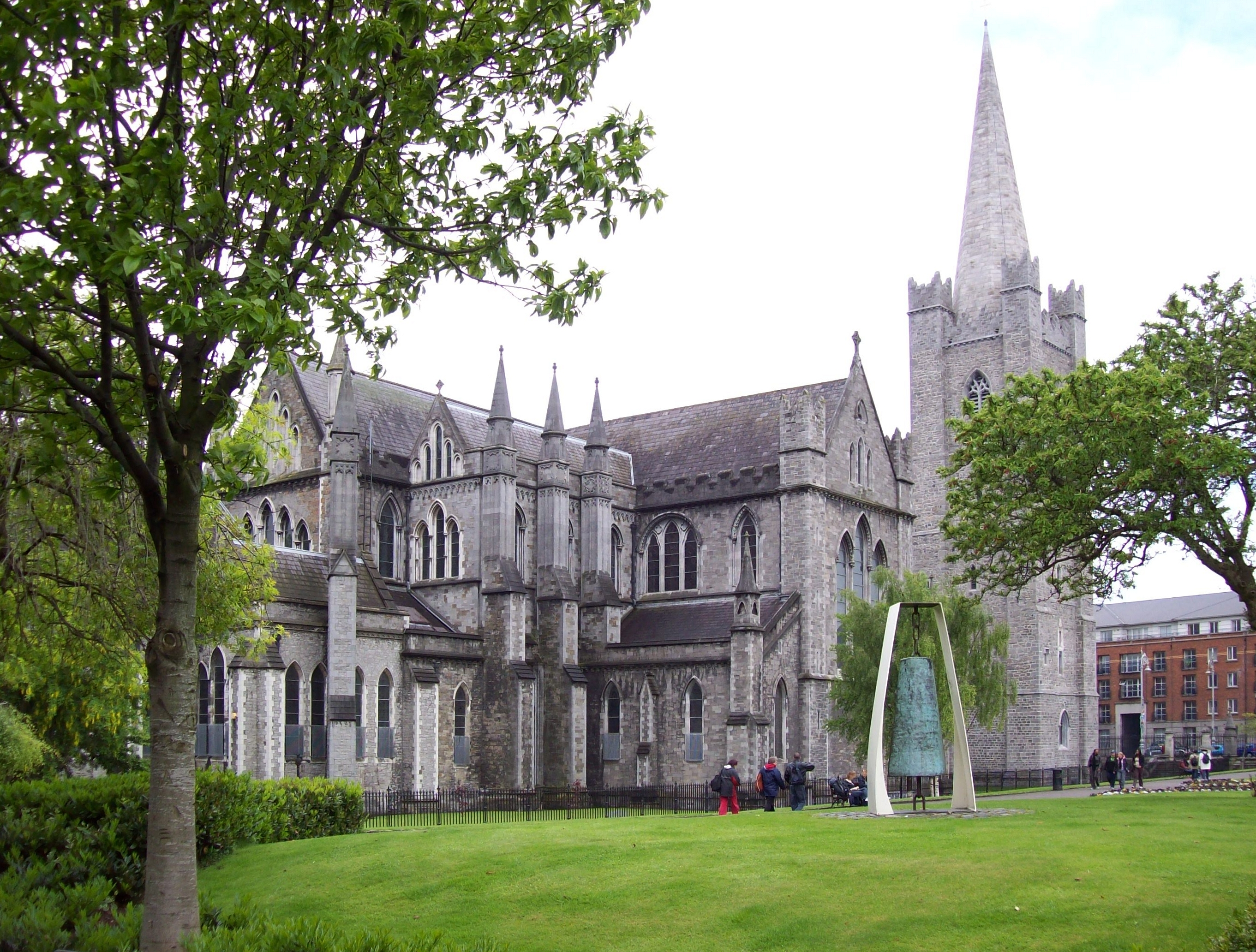
St. Patrick’s Cathedral mit Saint Patrick’s Park

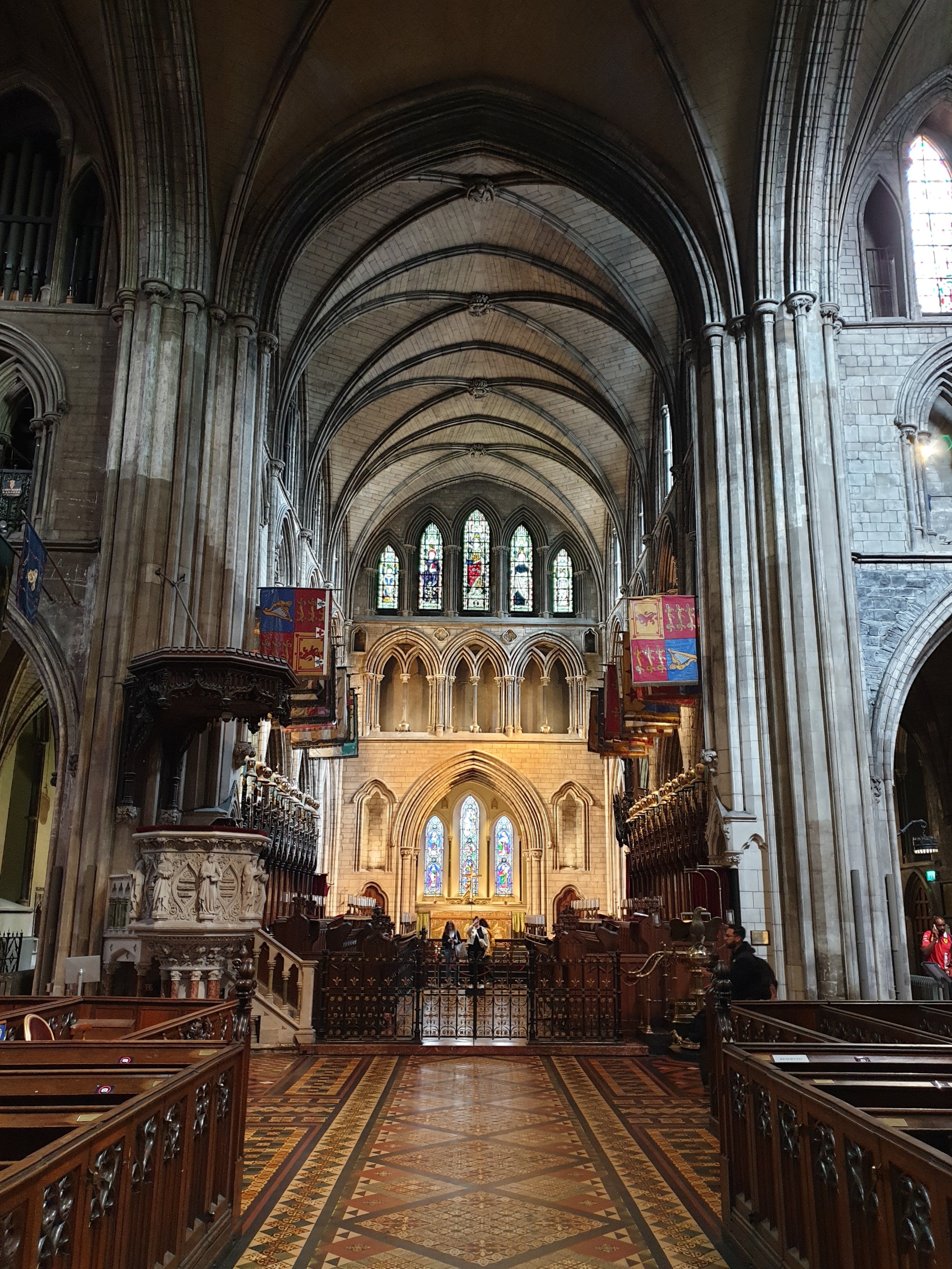
Innenansicht

St. Patrick’s Cathedral (offiziell The National Cathedral and Collegiate Church of Saint Patrick, Dublin; irisch Ardeaglais Naomh Pádraig, Ausspr. /⁠ˈɑrdˌagəlis´ ˌneːv ˈpɑrig´⁠/) in Dublin, Irland, ist die größere der beiden Kathedralen der anglikanischen Church of Ireland in der Stadt. Sie ist nicht Sitz des Bischofs, dies ist die etwas kleinere Christ Church Cathedral.

## Geschichte

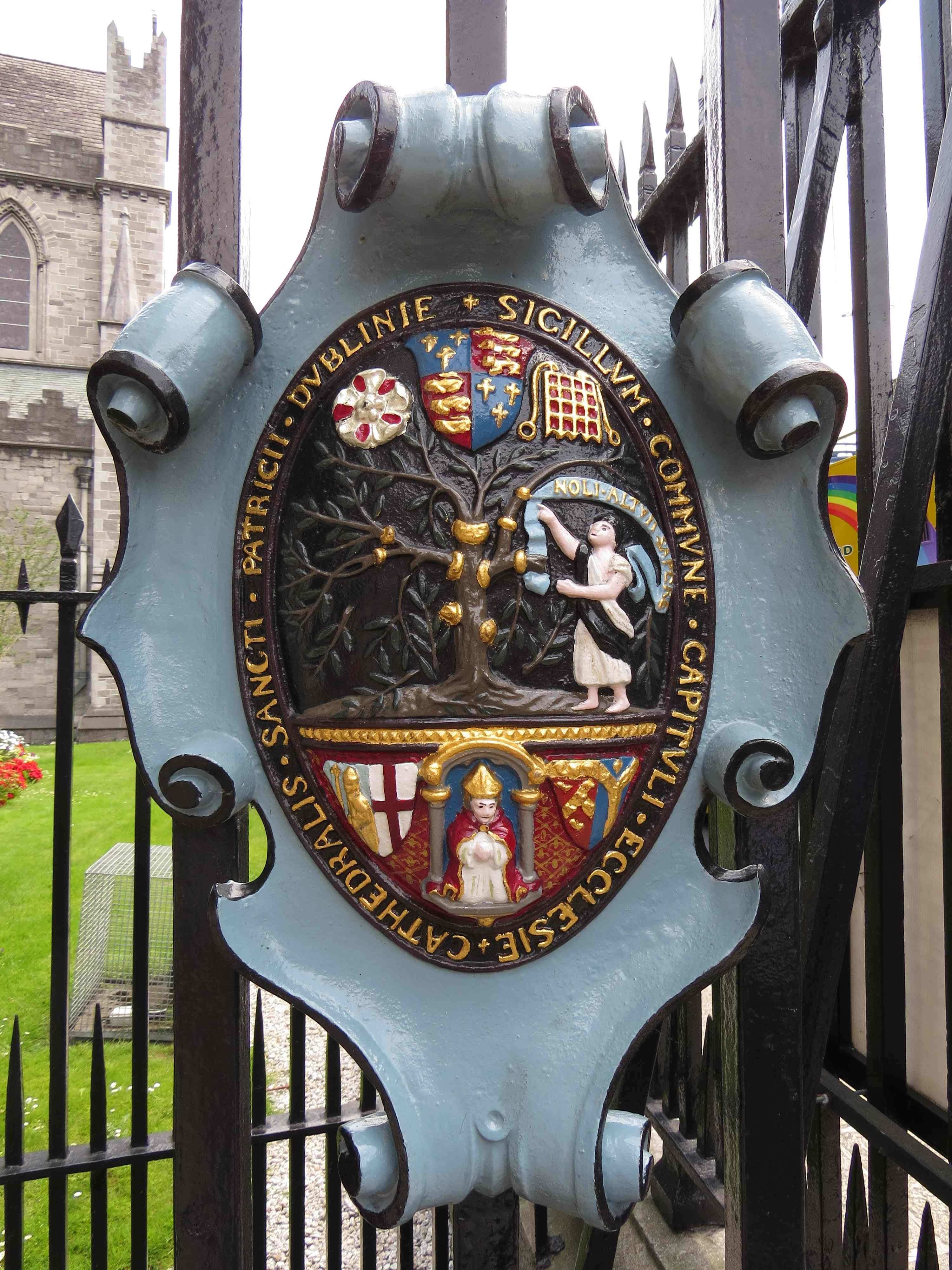
Das Wappen der St. Patrick’s Cathedral

Die Kirche war ursprünglich eine kleine Holzkapelle, die nahe einer Quelle stand, mit deren Wasser der Tradition zufolge der hl. Patrick um 450 getauft hatte. Ungefähr im Jahre 1191, während der Bischofszeit von John Comyn (Erzbischof von Dublin), wurde die ursprünglich außerhalb der Mauern von Dublin aus Holz gebaute keltische St. Patrick’s Church zur Kathedrale. Ein Großteil des heutigen 91 Meter langen Gebäudes, Irlands größte Kirche, wurde bereits zwischen 1191 und 1270 erbaut. Der 43 Meter hohe Hauptturm (Minot-Turm) wurde 1370 unter dem Erzbischof Minot restauriert und erhielt im 18. Jahrhundert seinen Turmhelm.
Wie alle historischen Kathedralen Irlands ging St. Patrick’s als Folge der englischen Reformation in den Besitz der anglikanischen Staatskirche über.
Im Laufe der Zeit verkam die Kirche allerdings immer mehr und brannte schließlich aus, so dass eine größere Sanierung in den 1860er Jahren notwendig wurde, die von Sir Benjamin Guinness finanziert wurde. Aufgrund dieser Sanierung stammt ein Großteil der Mauern und Verzierungen aus dem viktorianischen Zeitalter. Diese Umbauten waren für den Erhalt der Kathedrale notwendig – jedoch wurde es versäumt, den Umbau zu dokumentieren, so dass heute wenig bekannt ist, welche Teile des Gebäudes noch ursprünglich aus dem Mittelalter stammen.
Die St. Patrick’s Cathedral galt im Gegensatz zur Christ Church Cathedral, die von den Engländern genutzt wurde, lange Zeit als Kirche des Volkes. Während des Aufenthalts von Oliver Cromwell in Dublin nutzte dieser das Kirchenschiff als Stall seiner Pferde.
In ihrer langen Geschichte trug die Kathedrale viel zum irischen Leben bei. Der Schriftsteller und Satiriker Jonathan Swift (Autor von Gullivers Reisen), war von 1713 bis 1745 Dekan der Kathedrale. Sein Grab und die Grabinschrift können hier besichtigt werden.
Von 1783 bis 1871, als die Church of Ireland ihren Status als privilegierte Staatskirche (established church) verlor, diente die Kathedrale als Chapel of the Most Illustrious Order of Saint Patrick. Die heraldischen Flaggen dieser Zeit hängen noch heute im Kirchenschiff.
Heutzutage finden in der Kathedrale noch diverse öffentliche nationale Feierlichkeiten statt.

## Sehenswürdigkeiten
Grabmal der Familie Boyle
Das Grabmal aus dem 17. Jahrhundert widmete Richard Boyle, Earl of Cork, seiner zweiten Frau Katherine.
Weitere Grabmäler
- Harfenist Turlough O’Carolan (1670–1738)
- Douglas Hyde, erster irischer Präsident (1860–1949)

Swift-Ecke
Hier werden diverse Schriften von Jonathan Swift aufbewahrt. Neben seinem Grab und dem seiner Frau Stella finden sich hier unter anderem ein Bücherschrank mit der Totenmaske des Schriftstellers.
Die Tür mit dem Loch
Am Westende des Kirchenschiffs befindet sich eine Tür mit einem Loch darin, die auf eine Fehde zwischen den Lords Kildare und Ormonde zurückgeht (1492). Ormonde hatte hier Zuflucht gefunden und nach Beilegung des Streits schnitt Kildare ein Loch in die Tür, um seinem Widersacher die Hand zu reichen.

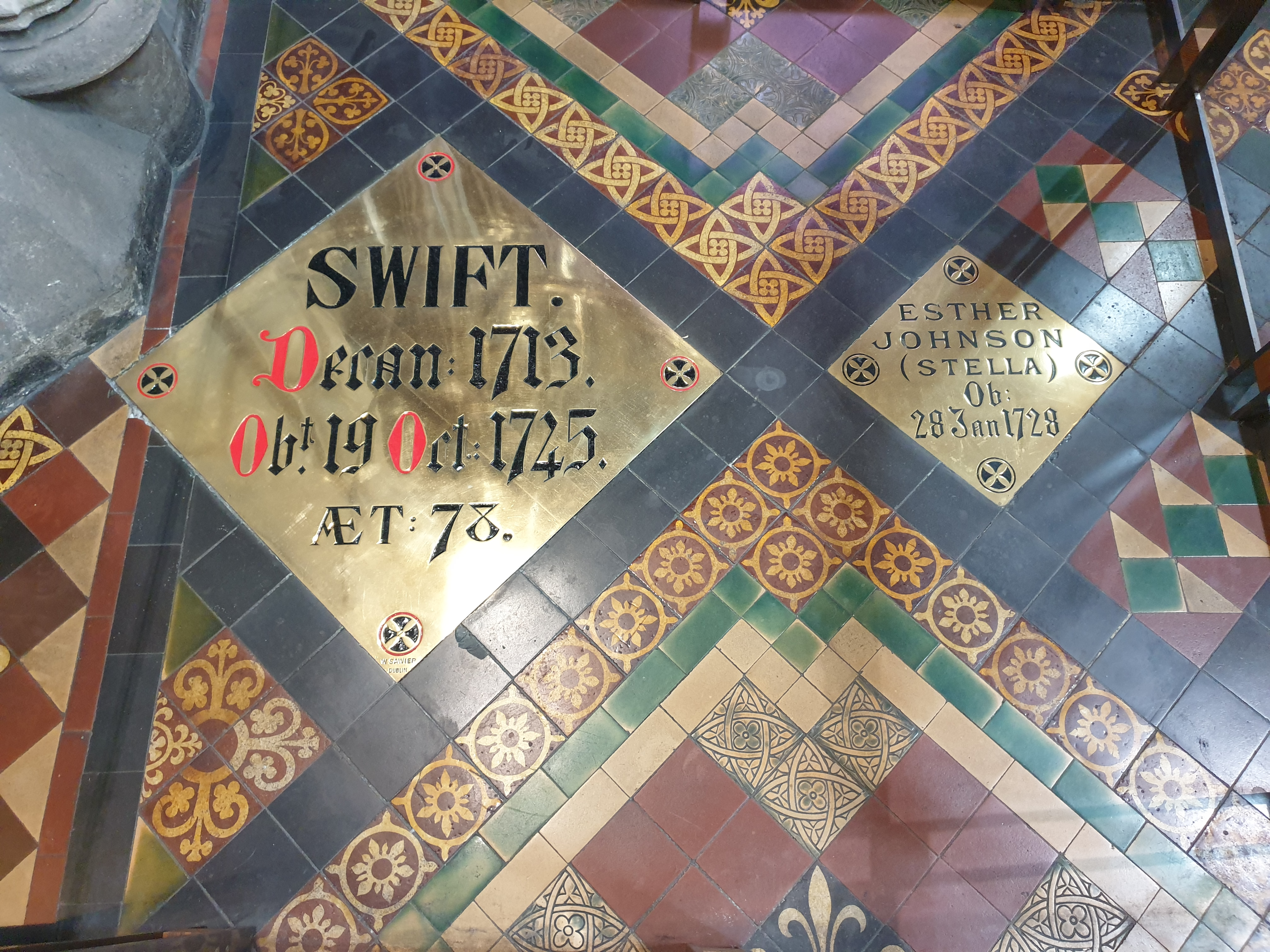
Swifts Grab
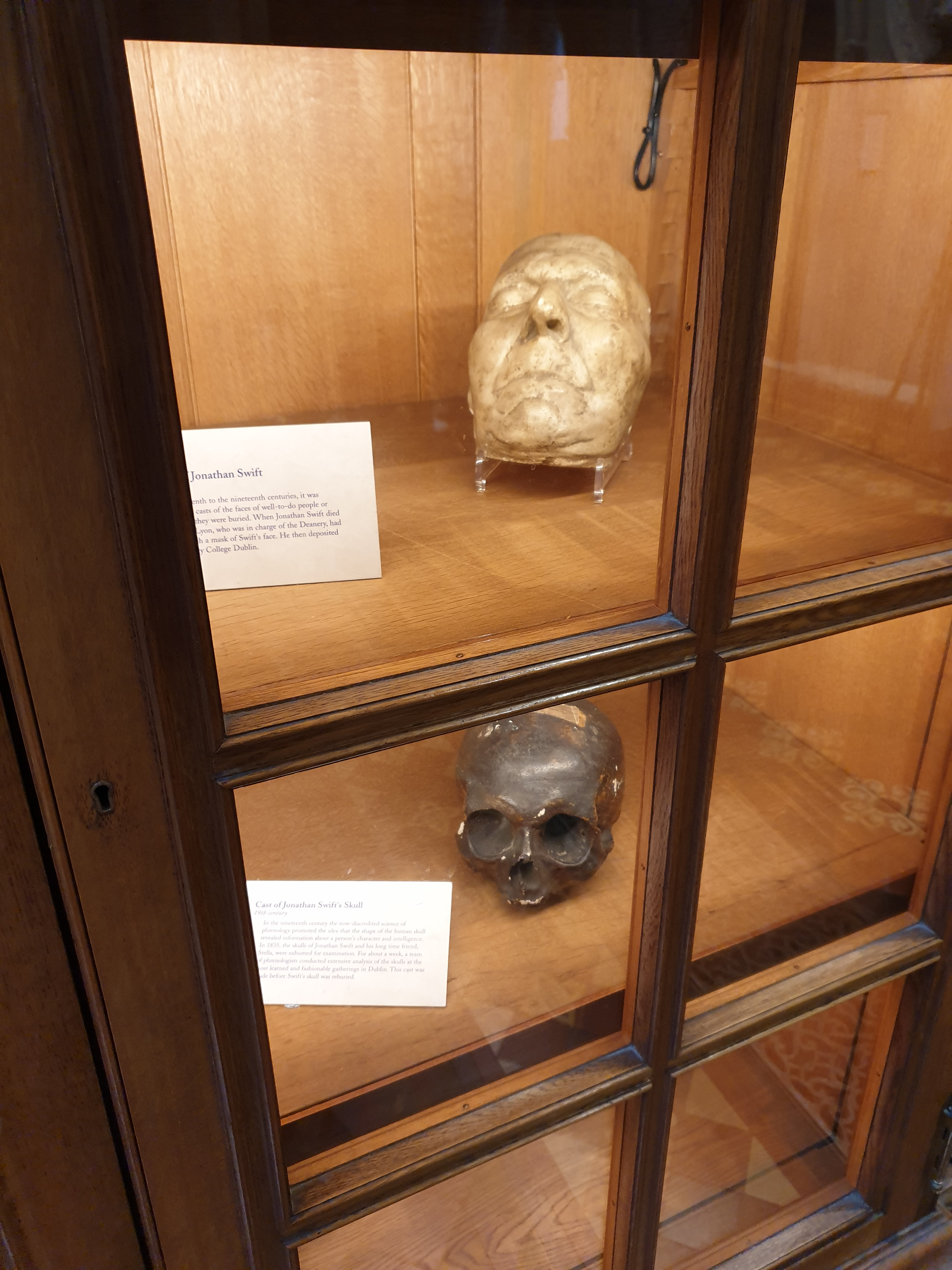
Bücherschrank mit Swifts Totenmaske
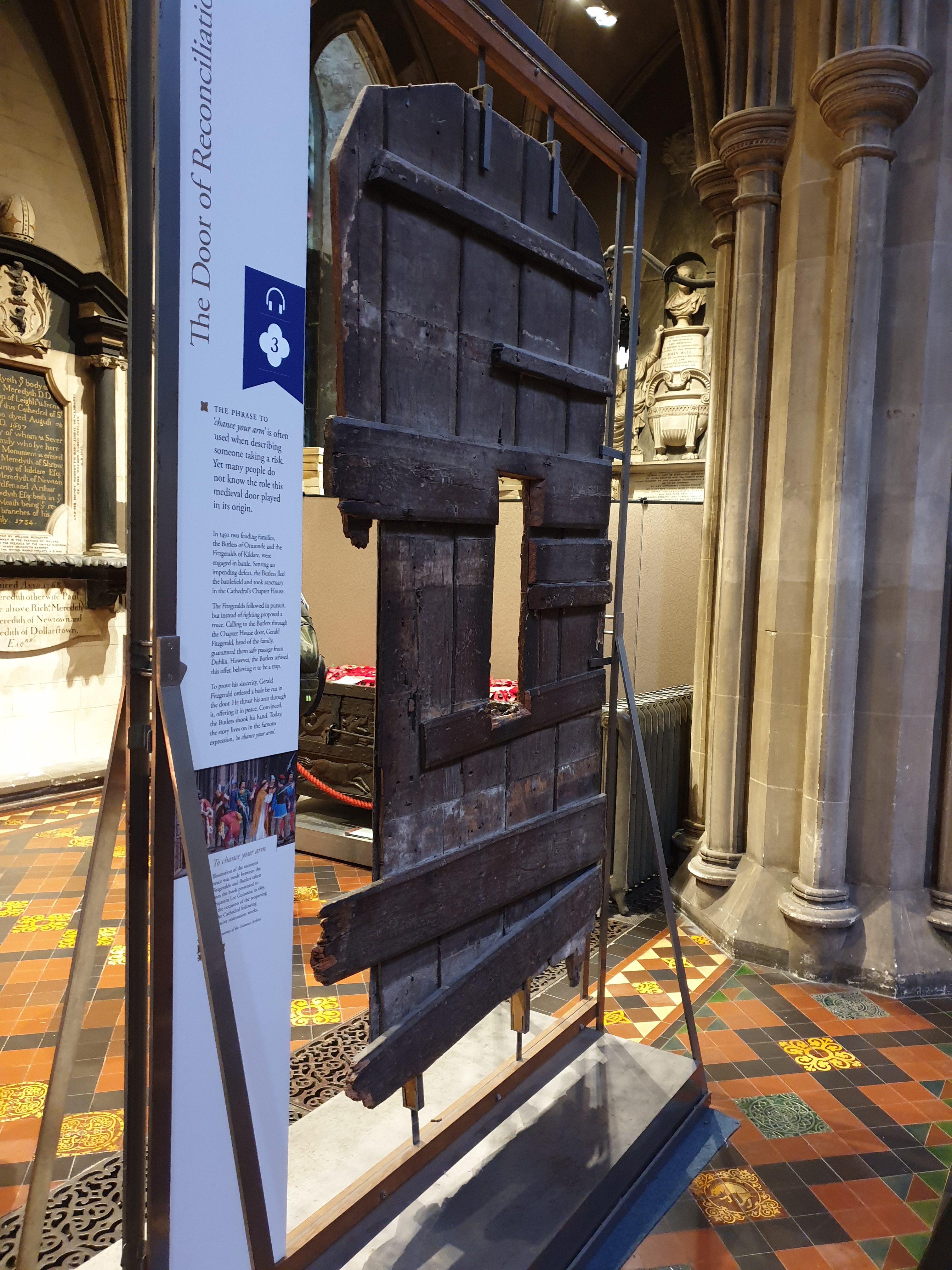
Tür mit dem Loch

## Orgel

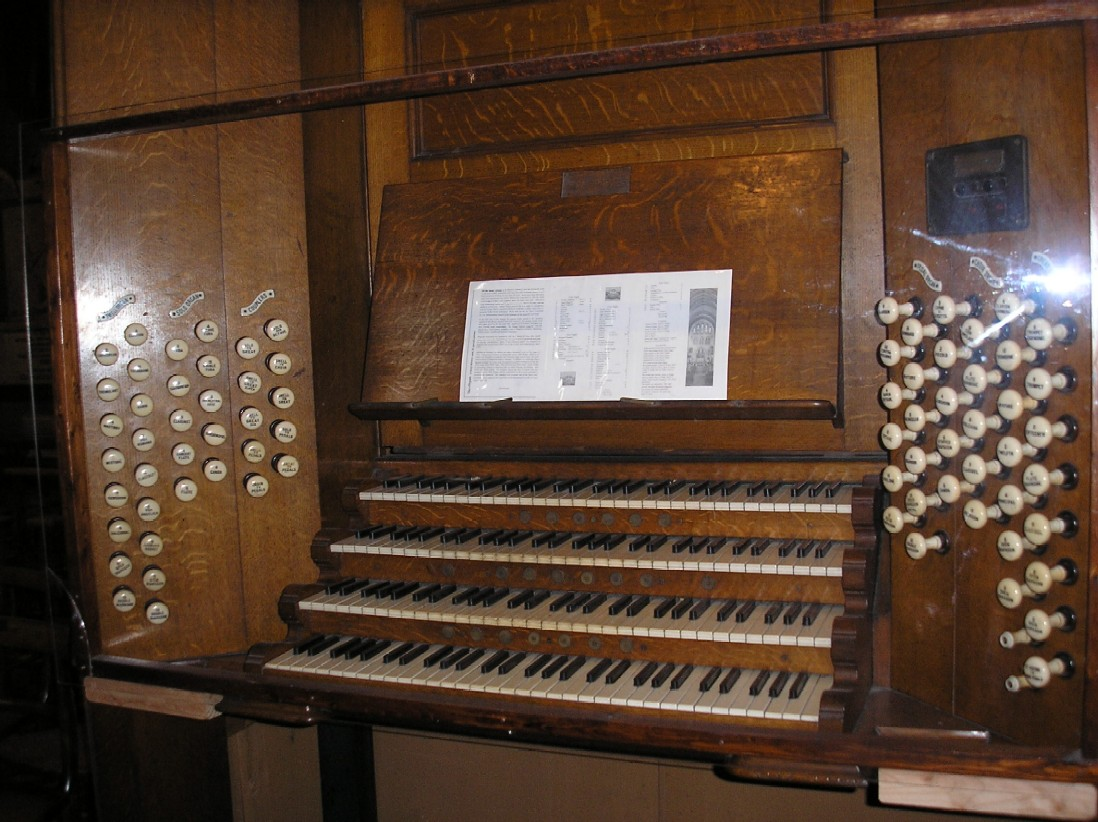
Blick auf den Spieltisch

Die Geschichte der Orgeln in Saint Patrick’s lässt sich bis in das 15. Jahrhundert zurückverfolgen. Das heutige Instrument geht in Teilen zurück auf eine Orgel, die im Jahre 1697 von dem Orgelbauer Renatus Harris erbaut worden war. Das zweimalige Instrument stand zunächst auf einer Tribüne zwischen Kirchenschiff und Chorraum. Im Laufe der Zeit wurde das Instrument mehrfach umgebaut und erweitert. Im 18. Jahrhundert wurde ein drittes Manualwerk hinzugebaut. Im 19. Jahrhundert wurde das Instrument neu errichtet und mit einem vierten Manualwerk ausgestattet, und auf die Nordtribüne versetzt. Das heutige Instrument wurde im Jahre 1902 durch die Orgelbaufirma Henry Willis and Sons erbaut, unter Einbeziehung von Pfeifenmaterial der Vorgängerorgel von 1697. Im Jahre 1963 wurde das Instrument durch die Orgelbauer J. Walker & Sons neu errichtet, und die ursprünglich pneumatischen Trakturen durch elektropneumatische Trakturen ersetzt. Es wurde zuletzt 1994 durch die Orgelbaufirma Harrison & Harrison restauriert. Die Orgel hat 70 Register auf vier Manualen und Pedal.
| Pedalwerk C– |                  |     |
| 1.           | Double diapason  | 32′ |
| 2.           | Open diapason I  | 16′ |
| 3.           | Open diapason II | 16′ |
| 4.           | Violone          | 16′ |
| 5.           | Bourdon          | 16′ |
| 6.           | Octave           | 8′  |
| 7.           | Violoncello      | 8′  |
| 8.           | Bass flute       | 8′  |
| 9.           | Super Octave     | 4′  |
| 10.          | Octave flute     | 4′  |
| 11.          | Mixture III      |     |
| 12.          | Contra Posaune   | 32′ |
| 13.          | Bombarde         | 16′ |
| 14.          | Clarion          | 8′  |

| I Chorwerk C– |                  |        |
| 15.           | Stopped diapason | 8′     |
| 16.           | Dulciana         | 8′     |
| 17.           | Gemshorn         | 4′     |
| 18.           | Flauto Traverso  | 4′     |
| 19.           | Nazard           | 2 ⁄3′  |
| 20.           | Blockflute       | 2′     |
| 21.           | Tierce           | 1 3⁄5′ |
| 22.           | Larigot          | 1 ⁄3′  |
| 23.           | Cymbel II        |        |
| 24.           | Cremona          | 8′     |
|               | Tremulant        |        |

| II Hauptwerk C– |                    |       |
| 25.             | Double diapason    | 16′   |
| 26.             | Open diapason I    | 8′    |
| 27.             | Open diapason II   | 8′    |
| 28.             | Open diapason III  | 8′    |
| 29.             | Open diapason IV   | 8′    |
| 30.             | Claribel           | 8′    |
| 31.             | Principal          | 4′    |
| 32.             | Flute harmonique   | 4′    |
| 33.             | Twelfth            | 2 ⁄3′ |
| 34.             | Fifteenth          | 2′    |
| 35.             | Mixture III        |       |
| 36.             | Mixture III        |       |
| 37.             | Trumpet            | 8′    |
| 38.             | Trombone           | 16′   |
| 39.             | Trumpet harmonique | 8′    |
| 40.             | Clarion harmonique | 4′    |

| III Schwellwerk C– |                  |     |
| 41.                | Double diapason  | 16′ |
| 42.                | Open diapason I  | 8′  |
| 43.                | Open diapason II | 8′  |
| 44.                | Lieblich gedeckt | 8′  |
| 45.                | Salicional       | 8′  |
| 46.                | Vox angelica     | 8′  |
| 47.                | Gemshorn         | 4′  |
| 48.                | Flageolett       | 2′  |
| 49.                | Mixture III      |     |
| 50.                | Mixture II       |     |
| 51.                | Horn             | 8′  |
| 52.                | Hautboy          | 8′  |
|                    | Tremulant        |     |
|                    |                  |     |
| 53.                | Trombone         | 16′ |
| 54.                | Cornopean        | 8′  |
| 55.                | Clarion          | 4′  |

| IV Solowerk C– |                 |       |
| 56.            | Gamba           | 8′    |
| 57.            | Flute           | 8′    |
| 58.            | Concert flute   | 4′    |
| 59.            | Sesquialtera II | 2 ⁄3′ |
| 60.            | Clarinet        | 8′    |
| 61.            | Orchestral oboe | 8′    |
| 62.            | Cornopean       | 8′    |
| 63.            | Double Tuba     | 16′   |
| 64.            | Tuba            | 8′    |
| 65.            | Octave Tuba     | 4′    |
|                | Tremulant       |       |

| V Nave Organ C– |                  |    |
| 66.             | Open Diapason    | 8′ |
| 67.             | Stopped Diapason | 8′ |
| 68.             | Principal        | 4′ |
| 69.             | Fifteenthv       | 2′ |
| 70.             | Mixture III-IV   |    |

- Koppeln: I/II, III/I, III/II, IV/I, IV/II, IV/III, I/P, II/P, III/P, IV/P; III/III und IV/IV jeweils als Suboktavkoppeln